# تشارلز ويست كيندال
تشارلز ويست كيندال (بالإنجليزية: Charles West Kendall)‏ هو محامي ومُحرِّر وصحفي وسياسي أمريكي، ولد في 22 أبريل 1828 في الولايات المتحدة، وتوفي بنفس المكان في 25 يونيو 1914. حزبياً، نشط في الحزب الديمقراطي. انتخب عضو جمعية ولاية كاليفورنيا وانتخب عضو مجلس النواب الأمريكي.